# 927 Ратісбона
927 Ратісбона (927 Ratisbona) — астероїд головного поясу, відкритий 16 лютого 1920 року.
Тіссеранів параметр щодо Юпітера — 3,132.
Назва від "Ратісбон" - латинської назви німецького міста Регенсбург